# Биттеррут
Биттеррут (англ. Bitterroot River) — река на западе штата Монтана, США. Левый приток реки Кларк-Форк (бассейн реки Колумбия). Длина составляет около 75 км; площадь бассейна — 7288 км².
Берёт начало как слияние составляющих Уэст-Форк и Ист-Форк. Течёт в северном направлении через долину Биттеррут, протекая через территорию округов Равалли и Мизула. Наиболее крупные города, расположенные на реке включают Стивенсвилл и Гамильтон. Впадает в Кларк-Форк близ города Мизула. Река является популярным местом рыбалки; основные виды рыбы включают микижу, кумжу и лосося Кларка.
В истории медицины долина реки Биттеррут сохранилась как природный очаг Пятнистой лихорадки Скалистых гор, который был исследован на местности впервые соединившими свои усилия врачами и энтомологами, и постепенно был потушен усилиями поселенцев, с усердием очищавших местность и каждый год проводивших кампании против грызунов — хозяев неполовозрелых стадий клеща Dermacentor, основного переносчика возбудителя инфекции.